# Юркевич, Николай Григорьевич
Юрке́вич Никола́й Григо́рьевич (бел. Мікала́й Рыго́равіч Юрке́віч; 18 января 1928, Сергеевичи, Пуховичский район, Минская область — 3 декабря 2017, Минск) — участник Великой Отечественной войны, доктор юридических наук (1968), доцент (1959), профессор (1970), Заслуженный юрист Республики Беларусь (1996).

## Биография
Был участником Великой Отечественной войны. В 1946—1950 гг. — студент Минского юридического института. В 1953 — окончил аспирантуру при этом институте. С этого же года работал в Минском юридическом институте, а после его преобразования в факультет — на юридическом факультете Белорусского государственного университета. В 1955 г. успешно защитил кандидатскую диссертацию на тему «Правоспособность гражданина СССР по советскому гражданскому праву». Учёное звание «доцент» получил в 1959 г., «профессор» — в 1970. В 1968 г. защитил докторскую диссертацию на тему «Брак и его правовое регулирование в СССР». 1974—1994 г. — заведующий кафедрой гражданского процесса и трудового права. В 1994 г. становится профессором этой же кафедры. Николай Григорьевич занимался организацией Международного арбитражного суда при Белорусской торгово-промышленной палате и возглавлял его с момента создания — апреля 1994 г. Также был главным редактором созданного им в 1996 г. журнала «Промышленно-торговое право».
Умер 3 декабря 2017 года на 90-м году жизни.

## Научная деятельность
Профессор Н. Г. Юркевич был председателем Совета по защите диссертаций Белорусского государственного университета (в настоящее время — заместитель председателя), а также членом других советов. Принимал активное участие в законопроектных работах. Входил в состав группы, которая разработала проект Конституции Республики Беларусь 1994 г. Им разработана концепция нового Гражданского процессуального кодекса Республики Беларусь. Под его руководством разработаны также первоначальные тексты проекта нового ГПК Республики Беларусь и проекта Закона Республики Беларусь от 9 июля 1999 г. «О международном арбитражном (третейском) суде».
Николай Григорьевич имеет 186 основных научных работ (всего их более 200), в том числе 7 монографий и 10 коллективных книг, изданных под его редакцией и с его участием, по проблемам социологии семьи, семейного права, гражданского процессуального права. Он уделяет много внимания подготовке изданий, предназначенных для повседневного использования юристами-практиками республики. В частности, под его редакцией и со значительным его участием в 1980 г. издан «Комментарий к Кодексу о браке и семье Белорусской ССР» (второе издание — в 1990 г.), а в 1989 г. (соредактор В. Г. Тихиня) — «Научно-практический комментарий к Гражданскому процессуальному кодексу Белорусской ССР».

## Награды и премии
- Орден красного Знамени (1943)
- Медаль «За победу над Германией» (1945)
- Почетная грамота Верховного Совета БССР
- Нагрудный знак «Ганаровы работнік юстыцыі Беларусі» (2004)
- Нагрудный знак Министерства юстиции «За отличие» II степени (2009)
- Медаль от Белорусского республиканского союза юристов